# Kanton Templeuve-en-Pévèle
Kanton Templeuve-en-Pévèle (Frans: Canton de Templeuve-en-Pévèle) is een kanton van het Franse Noorderdepartement. Het kanton maakt deel uit van het arrondissement Rijsel en bestaat uit 32 gemeenten. In 2015 is dit kanton nieuw gevormd uit de voormalige kantons Lannoy (5 gemeenten), Pont-à-Marcq (12 gemeenten), Cysoing (14 gemeenten) en Seclin-Nord (1 gemeente).
In februari 2021 werd de naam gewijzigd van 'Templeuve' in 'Templeuve-en-Pévèle'.

## Gemeenten
Het kanton Templeuve-en-Pévèle omvat de volgende gemeenten:
- Anstaing
- Attiches
- Avelin
- Bachy
- Baisieux
- Bersée
- Bourghelles
- Bouvines
- Camphin-en-Pévèle
- Cappelle-en-Pévèle
- Chéreng
- Cobrieux
- Cysoing
- Ennevelin
- Fretin
- Genech
- Gruson
- Lesquin
- Louvil
- Mérignies
- Moncheaux
- Mons-en-Pévèle
- Mouchin
- La Neuville
- Péronne-en-Mélantois
- Pont-à-Marcq
- Sainghin-en-Mélantois
- Templeuve-en-Pévèle (hoofdplaats)
- Thumeries
- Tourmignies
- Tressin
- Wannehain